# うめだ花月
うめだ花月（うめだかげつ）は、大阪府大阪市北区曾根崎の扇町通に面する複合ビル「スイング梅田ビル」地階にあった演芸場。よしもとクリエイティブ・エージェンシー（2007年9月までは吉本興業）直営。1957年（昭和32年）に初代劇場が開場し、1990年（平成2年）に一旦閉館。再開発を経て1992年（平成4年）に新築された上記ビル内で2003年（平成15年）8月12日から2008年（平成20年）10月31日まで2代目劇場が5年2か月間興行を行った。

## 歴史

### 初代（1957年 - 1990年）
戦前、既に一大演芸会社であった吉本興業は、終戦を機に映画の時代が本格的に到来することを見越して演芸から撤退し、映画事業をメインとする会社に転換した。その一環として同社は、1946年（昭和21年）に大阪市北区角田町に洋画専門館「梅田グランド劇場」を開場させた。
1957年（昭和32年）4月8日、大阪市北区曾根崎中1丁目（当時）の現在地を購入の上、村野・森建築事務所設計、大成建設施工による建物を新築して洋画専門館「梅田グランド劇場」を新しい建物の1階に移転した。またこの建物の地階に、東映封切館「梅田花月劇場」を新規開場した。この「梅田花月」は映画館である。
1959年（昭和34年）、吉本は映画事業を縮小し、演芸に再参入した。その第一弾として同年3月1日、映画館梅田花月劇場を改装し演芸場「うめだ花月劇場」として開場した（これが本項のうめだ花月である）。同時に開局したMBSテレビと独占契約を結び、こけら落しの軽演劇「アチャコの迷月赤城山」の中継が行われた。

当初は観客はまばらで不採算を余儀なくされたが、当劇場で新たな軽演劇「吉本新喜劇」がスタートし、これが当たって観客数が増加した。より多くの収容を可能にするため、梅田グランド劇場が地階に、うめだ花月劇場が1階に入れ替わった。ここでの当劇場の収容人員は約700名。地下に移動した梅田グランド劇場は主に松竹の洋画作品を数多く上映。うめだ花月は1960年代半ばの演芸ブームや、1980年代半ばの漫才ブームで大いに脚光を浴びる。このブームにより東京で大成功し、大阪本社製作部次長に栄転した木村政雄は多角化経営を目指し、お笑い以外に進出するため当劇場を1990年（平成2年）3月をもって老朽化により閉鎖。ここで演芸場としての歴史はいったん閉じる。閉鎖に伴い、当劇場を母体とする吉本新喜劇には大幅なリストラ策を敢行することを決定、木村はこれを「新喜劇やめよっカナ?キャンペーン」としてイベント化。世代交代とともに新喜劇の再生を見事に果たした。

### 改築後（1992年 - 2008年）
当地は解体され、複合ビル「SWINGうめだ」が新築された。その後SWINGうめだ地階に新開場する劇場を演芸場でなく、演劇専門とした。「うめだ花月シアター」（1992年 - ）→「よしもとrise-1シアター」（2001年7月 - ）。この劇場は、非常に小規模で、収容人員も限られていた。
その後、SWINGうめだ内のよしもとrise-1シアターを閉鎖・改装。2003年（平成15年）8月12日に、演芸場「うめだ花月」として再開場した。ターゲットを成人（女子中高生よりも高めの層で、主に青年社会人中心）と設定した。それに伴って、baseよしもとの“タレプロ組”をこちらへ移動させ、心斎橋筋2丁目劇場後期を支えた中堅芸人らと共に出演者の中軸として据えることとした。同社には長い間絶えていた落語定席「花花寄席」も開設（2008年3月）。しかし、劇場の構造は改築前の小演劇専門よしもとrise-1シアターを引き継いでおり、演芸場としては極端に少なすぎる収容人員（230人:ただし正規の座席数は190席で、他補助席・立ち見用スペースが約40名分）が足かせとなっていた。
2008年（平成20年）10月31日に閉館。通算51年7か月にわたり親しまれた「うめだ花月」の名称は消滅し、同年11月28日開場する京橋花月に全機能・プログラムを移転。移転後のプログラム・出演層は旧「うめだ花月」と「なんばグランド花月」の折衷型とされている。同劇場は2.5倍にあたる客席数（定員500名）であり、近隣の京橋駅至近に位置する。しかし、その京橋花月も2011年（平成23年）11月限りで閉鎖されることになった。

### その後
うめだ花月閉館後の跡地は、2012年（平成24年）6月15日よりフィットネスクラブ「リズミックボクシング」が入居している。
2017年7月12日、吉本は梅田地区に9年ぶりとなる新劇場「よしもと西梅田劇場」を9月25日に開館する事を発表した。これはなんばグランド花月のリニューアルによる改修工事（2017年9月25日 - 12月21日）に伴う代替措置で、工事終了後も当劇場での公演は継続されたが、2019年（令和元年）8月25日をもって閉鎖された。

## プログラム
再開場時は、「うめだスタンダード」（吉本興業所属の若手 - 中堅芸人が日替わりで6組出演しネタを披露する「ネタもん」と、芸人が芝居をする「芝居もん」（各1時間ずつ））と、各芸人のソロイベントや企画を行う「うめだプレミア」が行われていた。2006年（平成18年）10月からは、「ネタもん」を「ネタ」に、「芝居もん」を「バラエティ」に呼び名を変更した。
またテレビ放映もされていて、GAORAでよりぬきうめだ花月芝居もん（月に1度）がKBS京都・サンテレビでは笑激!!よしもとライブ が放送されていた。
JR大阪駅、大阪市営地下鉄・阪神・阪急各梅田駅から徒歩10分弱ということもあり、客層は女子高生から40代のサラリーマンまでと広かった。

## 芝居もん

### 最初の芝居もん
- 「遙かなる甲子園」（出演者：FUJIWARA、ビッキーズ）
- 「真夏の夜の出来事」（出演：陣内智則、チュートリアル、レイザーラモン、西科仁、村上斉範、高尾美由紀）
- 「秘密戦隊マグワイヤー3」（出演者：フットボールアワー、ロザン、友近、平山昌雄、他）
- 「ハーレム警官奮闘記」（出演者：メッセンジャー、シャンプーハット、たむらけんじ、友近、青野敏行、たいぞう 他）
- 「マイ・スイート・ダイアリー」（出演者：ティーアップ、ランディーズ、高尾美由紀、国崎恵美、秋田久美子）
- 「いかさまキックの鬼」（出演：小籔千豊、五十嵐サキ、$10、中恭太、平山昌雄、住谷正樹、今別府直之、ぢゃいこ 他）

### 最後の芝居もん
2006年9月30日の「流れ教師青シャツ先生」が最終公演となった。
- 「今別府直之座長公演！？〜夏の王様〜」（出演者：ビッキーズ、野性爆弾、今別府直之　他）
- 「Teppou隊」（出演者：ザ・プラン9、池乃めだか、シベリア文太、野性爆弾）
- 「君は人のために死ねるか」（出演：リットン調査団、後藤秀樹、杉岡みどり、国崎恵美、四次元ナイフ　他）
- 「リングにかけろ」（出演：へびいちご、矢野・兵動、後藤秀樹、烏川耕一、国崎恵美　他）
- 「流れ教師青シャツ先生〜定時制高校編〜」（出演：川畑泰史、矢野・兵動、ランディーズ中川、今別府直之　他）

## 新企画

### 最初の企画
- 「劇場でしか聞けない本当のニューストーク」（出演:メッセンジャー會原、シャンプーハット、ゲスト:勝谷誠彦、長谷川まさ子）
- 「和泉修produceおっさんたちの一生懸命コント」（出演:ケツカッチン、青野敏行、おかゆうた）
- 「うめだ新喜劇 烏川組」（出演:烏川耕一、矢野・兵動、$10、中田はじめ、井上竜夫）
- 「うめだ新喜劇 川畑組」（出演:川畑泰史、後藤秀樹、ビッキーズ木部、今別府直之、宇都宮まき、森田展義、ツジカオルコ 他）
- 「たむけん・サバンナ・チュートリアル福田のコント 」（出演:たむらけんじ、サバンナ、チュートリアル福田）
- 「ザ・プラン9の劇」（出演:ザ・プラン9、ヘッドライト、仙堂花歩）

## 出演者（五十音順）
※特記の無い出演者はリニューアル初期からの該当者
- 青空（2007年6月〜）
- 浅越ゴエ（ザ・プラン9としても出演）
- アジアン（2008年4月〜）
- 海原やすよ・ともこ
- 桂三若
- 麒麟（2007年6月〜）
- ギャロップ（2008年4月〜）
- ケツカッチン
- ケンドーコバヤシ
- 後藤秀樹
- 小籔千豊
- 小泉エリ
- サバンナ
- ザ・プラン9
- ザ・やなせふなおか
- しましまんず
- ジャンクション（2008年4月〜）
- シャンプーハット
- シンクタンク
- 陣内智則
- 鈴木つかさ（2008年4月〜、元・ザ・プラン9）
- すっちー（2007年10月〜、元・ビッキーズ）
- ストリーク（2007年4月〜）
- ソラシド（2008年4月〜）
- ダイアン（2008年4月〜）
- たむらけんじ
- 千鳥（2007年6月〜）
- チュートリアル
- 月亭八光
- つばさ・きよし
- ティーアップ
- 天津（2008年4月〜）
- $10
- 土肥ポン太
- 友近
- 中田なおき
- 中山功太（2008年4月〜）
- バッファロー吾郎
- ブラックマヨネーズ
- ヘッドライト（2008年4月〜）
- へびいちご
- ミサイルマン（2008年4月〜）
- メッセンジャー
- 野性爆弾
- 矢野・兵動
- ランディーズ
- りあるキッズ
- ロザン
- 笑い飯（2007年6月〜）

など
うめだスタンダードにおいては、この中のメンバー5組の他にもう一組がゲストとして東京、名古屋、福岡などの劇場から出演しており、大阪吉本における東西交流の拠点的役割を果たしてきた。
かつてレギュラー出演だった出演者
- ショウショウ
- なかやまきんに君（キャプテン☆ボンバー）
- フットボールアワー
- レイザーラモン
- ビッキーズ
- FUJIWARA
- キングコング

解散したビッキーズを除いて全員東京進出。

## 旧うめだ花月時代の出演者
落語家
- 3代目林家染丸
- 桂小文枝（千土地興行。1967年吉本移籍。後の5代目桂文枝）
- 3代目桂米朝（千土地興行）
- 2代目笑福亭松之助（当初新喜劇の役者として出演）
- 桂小春団治（千土地興行。吉本移籍後、露の五郎に改名。後の2代目露の五郎兵衛）
- 3代目笑福亭仁鶴
- 月亭可朝
- 桂三枝（現在の6代目桂文枝）
- 4代目林家小染
- 月亭八方
- 林家染二（後の4代目林家染丸）
- 桂きん枝（現在の4代目桂小文枝）
- 桂文珍
- 桂文福
- 桂小枝
- 林家市染（後の4代目林家染語楼）
- 桂花枝（後の3代目桂あやめ）
- 立川談志※東京より来演

など
漫才師
- 秋田Aスケ・Bスケ
- 浅草四郎・岡八郎
- 東五九童・松葉蝶子
- 新谷のぼる・泉かおり
- 市川福治・かな江
- 泉スナップ・中田チャック
- 一輪亭花蝶・松原勝美
- 今いくよ・くるよ
- 浮世亭歌楽・ミナミサザエ（千土地興行）
- 大木こだま・ひびき
- オール阪神・巨人（オール阪神、オール巨人）
- おかけんた・ゆうた
- 岡田東洋・小菊
- 京唄子・鳳啓助（千土地興行）
- コメディNo.1（坂田利夫、前田五郎）
- 西都ハロー・ジロー
- ザ・ぼんち（ぼんちおさむ、里見まさと）
- 島田洋之介・今喜多代（千土地興行から吉本に移籍）
- 清水圭・和泉修
- 松鶴家光晴・浮世亭夢若（千土地興行）
- 人生幸朗・生恵幸子
- 紳助・竜介（島田紳助、松本竜介）
- 姿三平・浅草四郎
- 太平サブロー・シロー（大平サブロー、大平シロー）
- タイヘイ洋子・歌夫
- ダウンタウン（松本人志、浜田雅功）
- Wヤング（平川幸雄、中田治雄。千土地興行から吉本に移籍）（平川幸男、佐藤武志）
- チャンバラトリオ
- トミーズ（トミーズ健、トミーズ雅）
- 中田カウス・ボタン（中田カウス、中田ボタン）
- 中田ダイマル・ラケット（中田ダイマル、中田ラケット）
- 浪花家市松・芳子
- 花園ベティ･江美領一
- B&B（団順一、島田洋一）（島田洋一、上方真一）（島田洋七、島田洋八）※東京・漫才協団移籍後も来演。
- 文の家都枝・七五三
- ミスワカナ・玉松一郎
- 美山なをみ・白川珍児
- 宮川大助・花子
- 西川のりお・上方よしお（西川のりお、上方よしお）
- 守住田鶴子・浅田家寿郎
- 桂木東声・京乃春風
- もろ多玉枝・広多成三郎
- 柳エンド・水町千代子
- 柳サンデー・マンデー
- 山和なる緒・松本さん吉
- 横山たかし・やすし
- 横山やすし・西川きよし（横山やすし、西川きよし）
- 若井小づえ・みどり（若井小づえ、若井みどり。ケーエープロダクションから吉本に移籍）
- おぼん・こぼん※東京より来演

など
ショウ
- 三人奴
- 東洋朝日丸・日出丸
- ザ・ダッシュ
- ザ・クエッション
- ザ・パンチャーズ（Mr.オクレほか）
- 東洋朝日丸・日出丸
- わんぱくボーイズ
- あひる艦隊
- ぴんからトリオ
- 中山礼子・八多恵太
- 西川ヒノデ・サクラ
- 灘康次とモダンカンカン ※東京より来演

など
漫談
- 明石家さんま（閉館時まで肩書きは「落語」だった）
- 滝あきら
- 村上ショージ
- 翠みち代
- 桃山こうた

など
諸芸
- 木川かえる
- 一陽斎蝶一
- ジョージ多田&リンダ藤本
- コント赤信号※東京より来演
- とんねるず※東京より来演
- 浅草キッド※東京より来演

など

## よく開催されていた単独公演（うめだプレミア）
- 陣内智則&ブラマヨ吉田　うだうだうしゃべります
- 悪い唇
- チュー×ラン×ビッキでスペシャルライブしちゃいます。
- 池山バンドジャンボリーTHE★RED STAR

### TV・ラジオ収録
- 野爆テレビ
- UMEKA12
- テレビのツボ（生放送）
  - 週刊テレビのツボ（生放送）
- スッごい!おとなの時間（ラジオ番組）

## その他
- MBSテレビの特番「ハンサム3（スリー）」で浜田雅功、遠藤章造、東幹久のトリオで出演して漫才を披露した。客には全くのサプライズだった。その後、ケンドーコバヤシなど若手芸人達が浜田達の前でネタを披露した。
- 2004年8月6日にABCテレビにて「祝!うめだ花月1周年 うめだアワード2004」が放送された。
- 2005年4月からは、うめだ花月公式HPで「うめプレ・インタビュー」というのが掲載されている。ただし、2006年8月を最後に更新停止の模様。うめだ花月で配られている「うめだ花月Press」でも同じインタビューが載っている。
  - ケンドーコバヤシ(2005年4月〜2005年6月)
  - ブラックマヨネーズ(2005年7月〜2005年8月)
  - 村上ショージ(2005年8月〜2005年9月)
  - 野性爆弾(2005年10月〜2005年11月)
  - ランディーズ(2005年12月〜2006年1月)
  - 海原やすよ・ともこ(2006年2月〜2006年4月)
  - ザ・プラン9(2006年4月〜2006年5月)
  - $10(2006年6月〜2006年7月)
  - 矢野・兵動(2006年8月)
- 2006年10月1日に劇場内のセットがリニューアルされた。新しいセットはシルクハットイメージのサーカスのテント。

### 2008年10月31日
- 31日に予定されていたプログラムは、うめだプレミアのみだったが、30日に最後のうめだスタンダードの追加公演が決定した。
  - 出演者：オール阪神・巨人、宮川大助・花子、矢野・兵動、ザ・プラン9、ジャリズム、$10、ランディーズ、ストリーク、千鳥、アジアン[4]
- 最後の公演は、「今夜で最後!サヨナラうめだ花月SP」。また、この公演は毎日放送で生放送された。

出演者は、うめだ花月よしもとメンバー大集合となっていて、ほとんどのメンバーは登場したが陣内智則や後藤秀樹といったメンバーは出演しなかった。また、卒業メンバーのFUJIWARAやキングコングといったメンバーも出演しなかった。

## 関連商品

### 書籍
- うめだ花月芸人読本〜裏は寿司屋と××だらけです。〜（ぴあMOOK関西）ISBN 483560413X

### DVD
- うめだ花月2周年記念DVD A級保存盤
- うめだ花月2周年記念DVD 永久保存盤